# 阿图尔·努登斯万
阿图尔·努登斯万（瑞典語：Arthur Nordenswan，1883年1月27日—1970年12月29日），瑞典男子射击运动员。他曾代表瑞典参加1912年夏季奥林匹克运动会射击比赛，获得男子团体50米小口径步枪银牌。